# 上龙乡
上龙乡，是中华人民共和国广西壮族自治区崇左市龙州县下辖的一个乡镇级行政单位。

## 行政区划
上龙乡下辖以下地区：
新联村、武权村、民权村、上龙村、民强村、弄平村、板汪村和岜那村。